# Linia kolejowa nr 908
Linia kolejowa nr 908 – linia kolejowa łącząca Chotyłów i Podsędków. Została otwarta w 1952 r., a jej długość wynosi 3,44 km.

## Infrastruktura

### Połączenia z innymi liniami
| punkt     | linia | linia                         | linia  | źródło |
| punkt     | numer | przebieg                      | status | źródło |
| --------- | ----- | ----------------------------- | ------ | ------ |
| Chotyłów  | 2     | Warszawa Zachodnia – Terespol | czynna | [ 2 ]  |
| Chotyłów  | 454   | Bór – Chotyłów                | czynna | [ 3 ]  |
| Chotyłów  | 906   | Chotyłów – Mętraki            | czynna | [ 4 ]  |
| Podsędków | 450   | Kobylany – Wólka              | czynna | [ 5 ]  |